# Llista d'asteroides/136701-136800
| Nom      | Designació provisional | Data de descobriment   | Lloc de descobriment | Descobridor/s                    |
| -------- | ---------------------- | ---------------------- | -------------------- | -------------------------------- |
| 136701 - | 1995 SY79              | 21 de setembre de 1995 | Kitt Peak            | Spacewatch                       |
| 136702 - | 1995 SU85              | 25 de setembre de 1995 | Kitt Peak            | Spacewatch                       |
| 136703 - | 1995 SJ88              | 26 de setembre de 1995 | Kitt Peak            | Spacewatch                       |
| 136704 - | 1995 TW                | 13 d'octubre de 1995   | Kitt Peak            | T. B. Spahr                      |
| 136705 - | 1995 TY1               | 14 d'octubre de 1995   | Xinglong             | BAO Schmidt CCD Asteroid Program |
| 136706 - | 1995 TT4               | 15 d'octubre de 1995   | Kitt Peak            | Spacewatch                       |
| 136707 - | 1995 TE6               | 15 d'octubre de 1995   | Kitt Peak            | Spacewatch                       |
| 136708 - | 1995 TY7               | 15 d'octubre de 1995   | Kitt Peak            | Spacewatch                       |
| 136709 - | 1995 TE9               | 1 d'octubre de 1995    | Kitt Peak            | Spacewatch                       |
| 136710 - | 1995 UU10              | 17 d'octubre de 1995   | Kitt Peak            | Spacewatch                       |
| 136711 - | 1995 UC11              | 17 d'octubre de 1995   | Kitt Peak            | Spacewatch                       |
| 136712 - | 1995 UE11              | 17 d'octubre de 1995   | Kitt Peak            | Spacewatch                       |
| 136713 - | 1995 US12              | 17 d'octubre de 1995   | Kitt Peak            | Spacewatch                       |
| 136714 - | 1995 UX13              | 17 d'octubre de 1995   | Kitt Peak            | Spacewatch                       |
| 136715 - | 1995 UO14              | 17 d'octubre de 1995   | Kitt Peak            | Spacewatch                       |
| 136716 - | 1995 UA15              | 17 d'octubre de 1995   | Kitt Peak            | Spacewatch                       |
| 136717 - | 1995 UM17              | 17 d'octubre de 1995   | Kitt Peak            | Spacewatch                       |
| 136718 - | 1995 UP18              | 18 d'octubre de 1995   | Kitt Peak            | Spacewatch                       |
| 136719 - | 1995 UT18              | 18 d'octubre de 1995   | Kitt Peak            | Spacewatch                       |
| 136720 - | 1995 UD24              | 19 d'octubre de 1995   | Kitt Peak            | Spacewatch                       |
| 136721 - | 1995 UC25              | 19 d'octubre de 1995   | Kitt Peak            | Spacewatch                       |
| 136722 - | 1995 UO27              | 20 d'octubre de 1995   | Kitt Peak            | Spacewatch                       |
| 136723 - | 1995 UC31              | 20 d'octubre de 1995   | Kitt Peak            | Spacewatch                       |
| 136724 - | 1995 UK33              | 21 d'octubre de 1995   | Kitt Peak            | Spacewatch                       |
| 136725 - | 1995 UP40              | 23 d'octubre de 1995   | Kitt Peak            | Spacewatch                       |
| 136726 - | 1995 UH41              | 23 d'octubre de 1995   | Kitt Peak            | Spacewatch                       |
| 136727 - | 1995 UB51              | 19 d'octubre de 1995   | Kitt Peak            | Spacewatch                       |
| 136728 - | 1995 UW52              | 23 d'octubre de 1995   | Kitt Peak            | Spacewatch                       |
| 136729 - | 1995 UR57              | 17 d'octubre de 1995   | Kitt Peak            | Spacewatch                       |
| 136730 - | 1995 UE59              | 18 d'octubre de 1995   | Kitt Peak            | Spacewatch                       |
| 136731 - | 1995 US59              | 19 d'octubre de 1995   | Kitt Peak            | Spacewatch                       |
| 136732 - | 1995 UV60              | 24 d'octubre de 1995   | Kitt Peak            | Spacewatch                       |
| 136733 - | 1995 UE61              | 24 d'octubre de 1995   | Kitt Peak            | Spacewatch                       |
| 136734 - | 1995 VF6               | 14 de novembre de 1995 | Kitt Peak            | Spacewatch                       |
| 136735 - | 1995 VP10              | 15 de novembre de 1995 | Kitt Peak            | Spacewatch                       |
| 136736 - | 1995 VW10              | 15 de novembre de 1995 | Kitt Peak            | Spacewatch                       |
| 136737 - | 1995 VA12              | 15 de novembre de 1995 | Kitt Peak            | Spacewatch                       |
| 136738 - | 1995 VV12              | 15 de novembre de 1995 | Kitt Peak            | Spacewatch                       |
| 136739 - | 1995 VD13              | 15 de novembre de 1995 | Kitt Peak            | Spacewatch                       |
| 136740 - | 1995 VW14              | 15 de novembre de 1995 | Kitt Peak            | Spacewatch                       |
| 136741 - | 1995 VL16              | 15 de novembre de 1995 | Kitt Peak            | Spacewatch                       |
| 136742 - | 1995 VA17              | 15 de novembre de 1995 | Kitt Peak            | Spacewatch                       |
| 136743 - | 1995 WW1               | 16 de novembre de 1995 | Chichibu             | N. Sato, T. Urata                |
| 136744 - | 1995 WP7               | 27 de novembre de 1995 | Oizumi               | T. Kobayashi                     |
| 136745 - | 1995 WL8               | 29 de novembre de 1995 | Caussols             | C. Pollas                        |
| 136746 - | 1995 WJ17              | 17 de novembre de 1995 | Kitt Peak            | Spacewatch                       |
| 136747 - | 1995 WD18              | 17 de novembre de 1995 | Kitt Peak            | Spacewatch                       |
| 136748 - | 1995 WG23              | 18 de novembre de 1995 | Kitt Peak            | Spacewatch                       |
| 136749 - | 1995 WM23              | 18 de novembre de 1995 | Kitt Peak            | Spacewatch                       |
| 136750 - | 1995 YL5               | 16 de desembre de 1995 | Kitt Peak            | Spacewatch                       |
| 136751 - | 1995 YN5               | 16 de desembre de 1995 | Kitt Peak            | Spacewatch                       |
| 136752 - | 1995 YD11              | 18 de desembre de 1995 | Kitt Peak            | Spacewatch                       |
| 136753 - | 1995 YJ17              | 22 de desembre de 1995 | Kitt Peak            | Spacewatch                       |
| 136754 - | 1996 AA6               | 12 de gener de 1996    | Kitt Peak            | Spacewatch                       |
| 136755 - | 1996 AH10              | 13 de gener de 1996    | Kitt Peak            | Spacewatch                       |
| 136756 - | 1996 AO18              | 14 de gener de 1996    | Kitt Peak            | Spacewatch                       |
| 136757 - | 1996 BV15              | 20 de gener de 1996    | Kitt Peak            | Spacewatch                       |
| 136758 - | 1996 EC6               | 11 de març de 1996     | Kitt Peak            | Spacewatch                       |
| 136759 - | 1996 FB2               | 20 de març de 1996     | Haleakala            | NEAT                             |
| 136760 - | 1996 FX9               | 20 de març de 1996     | Kitt Peak            | Spacewatch                       |
| 136761 - | 1996 GH14              | 12 d'abril de 1996     | Kitt Peak            | Spacewatch                       |
| 136762 - | 1996 GC21              | 14 d'abril de 1996     | Kitt Peak            | Spacewatch                       |
| 136763 - | 1996 HU4               | 18 d'abril de 1996     | Kitt Peak            | Spacewatch                       |
| 136764 - | 1996 HM23              | 20 d'abril de 1996     | La Silla             | E. W. Elst                       |
| 136765 - | 1996 JA                | Modra                  | A. Galád, A. Pravda  |                                  |
| 136766 - | 1996 JD4               | 9 de maig de 1996      | Kitt Peak            | Spacewatch                       |
| 136767 - | 1996 JA9               | 12 de maig de 1996     | Kitt Peak            | Spacewatch                       |
| 136768 - | 1996 JY9               | 13 de maig de 1996     | Kitt Peak            | Spacewatch                       |
| 136769 - | 1996 OD                | 18 de juliol de 1996   | Prescott             | P. G. Comba                      |
| 136770 - | 1996 PC1               | 11 d'agost de 1996     | Siding Spring        | R. H. McNaught                   |
| 136771 - | 1996 PA2               | 13 d'agost de 1996     | Haleakala            | NEAT                             |
| 136772 - | 1996 RK20              | 14 de setembre de 1996 | Kitt Peak            | Spacewatch                       |
| 136773 - | 1996 TR6               | 9 d'octubre de 1996    | Kitt Peak            | Spacewatch                       |
| 136774 - | 1996 TC12              | 3 d'octubre de 1996    | Xinglong             | BAO Schmidt CCD Asteroid Program |
| 136775 - | 1996 TF21              | 5 d'octubre de 1996    | Kitt Peak            | Spacewatch                       |
| 136776 - | 1996 TB22              | 6 d'octubre de 1996    | Kitt Peak            | Spacewatch                       |
| 136777 - | 1996 TN27              | 7 d'octubre de 1996    | Kitt Peak            | Spacewatch                       |
| 136778 - | 1996 TN37              | 12 d'octubre de 1996   | Kitt Peak            | Spacewatch                       |
| 136779 - | 1996 TO68              | 8 d'octubre de 1996    | La Silla             | C.-I. Lagerkvist                 |
| 136780 - | 1996 VV11              | 4 de novembre de 1996  | Kitt Peak            | Spacewatch                       |
| 136781 - | 1996 VA17              | 6 de novembre de 1996  | Kitt Peak            | Spacewatch                       |
| 136782 - | 1996 VJ26              | 11 de novembre de 1996 | Kitt Peak            | Spacewatch                       |
| 136783 - | 1996 VR26              | 11 de novembre de 1996 | Kitt Peak            | Spacewatch                       |
| 136784 - | 1996 WT1               | 30 de novembre de 1996 | Oizumi               | T. Kobayashi                     |
| 136785 - | 1996 XC2               | 3 de desembre de 1996  | Prescott             | P. G. Comba                      |
| 136786 - | 1996 XX4               | 6 de desembre de 1996  | Kitt Peak            | Spacewatch                       |
| 136787 - | 1996 XG10              | 1 de desembre de 1996  | Kitt Peak            | Spacewatch                       |
| 136788 - | 1996 XG11              | 2 de desembre de 1996  | Kitt Peak            | Spacewatch                       |
| 136789 - | 1996 XV11              | 4 de desembre de 1996  | Kitt Peak            | Spacewatch                       |
| 136790 - | 1996 YV2               | 29 de desembre de 1996 | Chichibu             | N. Sato                          |
| 136791 - | 1997 AF8               | 2 de gener de 1997     | Kitt Peak            | Spacewatch                       |
| 136792 - | 1997 AU16              | 14 de gener de 1997    | Oizumi               | T. Kobayashi                     |
| 136793 - | 1997 AQ18              | 15 de gener de 1997    | Farra d'Isonzo       | Farra d'Isonzo                   |
| 136794 - | 1997 AS19              | 10 de gener de 1997    | Kitt Peak            | Spacewatch                       |
| 136795 - | 1997 BQ                | Kiso                   | T. Hasegawa          |                                  |
| 136796 - | 1997 BO6               | 30 de gener de 1997    | Goodricke-Pigott     | R. A. Tucker                     |
| 136797 - | 1997 CF1               | 1 de febrer de 1997    | Oizumi               | T. Kobayashi                     |
| 136798 - | 1997 CG2               | 2 de febrer de 1997    | Kitt Peak            | Spacewatch                       |
| 136799 - | 1997 CP5               | 6 de febrer de 1997    | Prescott             | P. G. Comba                      |
| 136800 - | 1997 CS13              | 4 de febrer de 1997    | Kitt Peak            | Spacewatch                       |